# مگالایا
مگالایا (به انگلیسی:Meghalaya) یکی از ایالت‌های شمال شرق کشور هند است. 
جمعیتی در حدود ۳ میلیون نفر در آن زندگی می‌کنند و در همسایگی ایالت آسام قرار دارد.
مناطق سرسبز و کوهستانی بسیاری دارد و مردم آن آب و هوای نسبتاً سردی را در طول سال تجربه می‌کنند.
مرکز این ایالت شهر شیلونگ است. چندین ناحیه خودمختار در این ایالت وجود دارند که برخلاف دیگر نواحی کشور هند، می‌توانند قوانین خاص خود را داشته باشند.
بسیاری از مردم این ایالت به زبان خسی و گورو گویش می‌کنند؛ ولی زبان انگلیسی زبان رسمی است و در میان مردم هم رایج است.

## نگارخانه

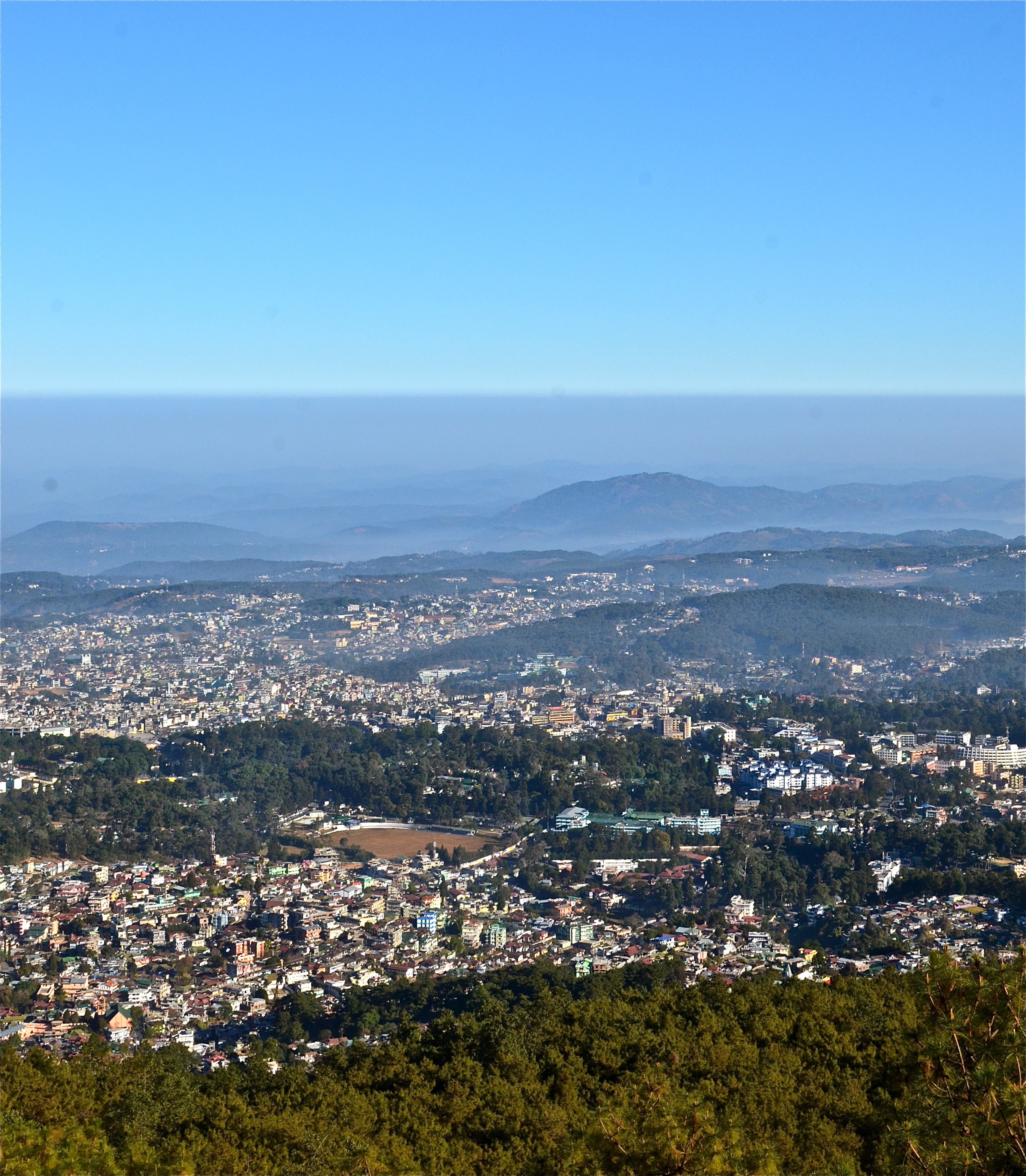
نمای هوایی از مرکز ایالت، شهر شیلونگ
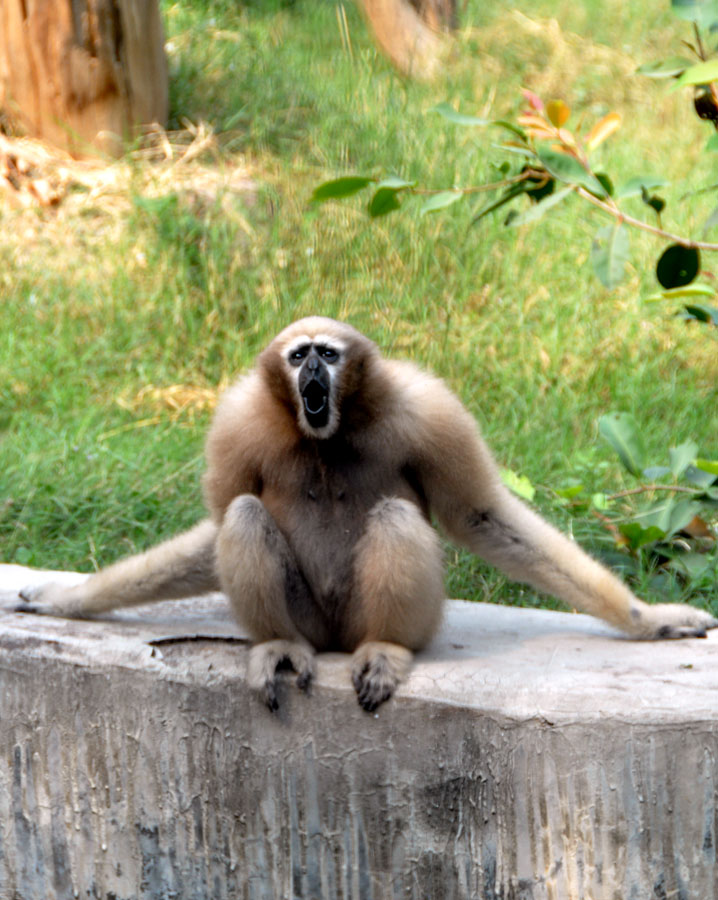
هولوک ها در مگالایا یافت می شوند.